# (20151) Utsunomiya
(20151) Utsunomiya est un astéroïde de la ceinture principale.

## Description
(20151) Utsunomiya est un astéroïde de la ceinture principale. Il fut découvert le 5 octobre 1996 à Kuma Kogen par Akimasa Nakamura. Il présente une orbite caractérisée par un demi-grand axe de 2,33 UA, une excentricité de 0,23 et une inclinaison de 11,6° par rapport à l'écliptique.

## Compléments